# 年輕的奎阿波
《年輕的奎阿波》是菲律宾電視連續劇，於2023年2月13日在第ABS-CBN上映。